# ميندي فين
ميندي فين (من مواليد 10 فبراير 1981) هي خبيرة إعلامية رقمية أمريكية، ومستشارة سياسية وتكنولوجية، ومقدمة مشاريع. عملت كعازفة إستراتيجية رقمية للحزب الجمهوري، وأبرزها حملات جورج دبليو بوش وميت رومني الرئاسية في عامي 2004 و2008، على التوالي، وأصبحت نائب المرشح للرئاسة للحملة الرئاسية لإيفان ماكمولين لعام 2016. شاركت في تأسيس منظمات «قف جمهورية وتمكن المرأة»، وتعمل على جعل الانتخابات أكثر شمولا.

## النشأة والتعليم
ولدت فين في هيوستن وترعرعت كطفل وحيد من قبل أمها الوحيدة في كينغوود، تكساس. التحقت بمدرسة كينغوود الثانوية، حيث كانت عضوة في فريق التدريب وجمعية الشرف الوطنية، بالإضافة إلى معلمة الرياضيات. حصلت فين على درجة البكالوريوس في الصحافة من جامعة بوسطن، ودرجة الماجستير في الإدارة السياسية من جامعة جورج واشنطن. تم تسميتها زميلة في معهد السياسة والديمقراطية والإنترنت التابع للاتحاد العالمي للمرأة في عام 2007.

## حياة مهنية
في وقت مبكر من حياتها المهنية، كانت فين صحفية وعملت كمراسلة في الكونغرس للجمهوريين الأمريكيين، وهي صحيفة مملوكة للعائلة ومقرها في واتربوري، كونيتيكت. بدأت كمتدربة في نفس اليوم الذي وقعت فيه هجمات 11 سبتمبر(2001)، والتي غطتها بكتابة سلسلة من المقالات في الصفحات الأولى. انتقلت من الصحافة إلى السياسة، وعملت في الكابيتول هيل لصالح لامار سميث وآخرين. عملت فين في وقت لاحق كخبير استراتيجي رقمي للحزب الجمهوري، حيث عملت على برامج العمليات لحملة جورج دبليو بوش الرئاسية في عام 2004 وقيادة الجهود الرقمية لحملة ميت رومني الرئاسية في عام 2008. وشاركت مع باتريك روفيني في تأسيس شركة جمع التبرعات الرقمية ووسائط الإعلام. وخلال الفترة 2011-2013، ساعدت تويتر في تطوير شراكات إستراتيجية في واشنطن العاصمة. كما أكملت العمل الاستراتيجي للجنة الوطنية الجمهورية (c. 2015) وجوجل.
أسست فين المنظمة غير الربحية التي مكنت المرأة في 2015، والتي تسعى إلى تعزيز النقاش حول الحركة النسائية وتمكين المرأة في جميع أنحاء الولايات المتحدة.خدمت بصفة رئيس عام 2016. ووصفت شوشانا فالشي من قناةABC News المنظمة بأنها «شبكة للربط بين نساء يمين الوسط والنساء المستقلات»، وأطلقت راشيل كومب إيل على فين «أحد الأشخاص القلائل خارج الدوائر الليبرالية الذين ينظمون النساء بنشاط تحت راية نسائية». دعت فين أيضا لمزيد من النساء، وخاصة المحافظين، للترشح لمنصب. كما عملت في اللجنة الاستشارية الوطنية لصندوق الديمقراطية في عام 2016. فين تتحدث عن السياسة والتكنولوجيا وظهرت على وسائل الإعلام مثل سي-سبان، فوكس نيوز، إم إس إن بي سي.
كانت فين نائب مرشح للرئاسة في الحملة الرئاسية لعام 2016 إيفان ماكمولن. فين، التي كانت تعتبر نفسها جمهورية "مدى الحياة"، أبعدت نفسها عن الحزب تحت قيادة دونالد ترامب وزعماء آخرين، بما في ذلك ميتش ماكونيل وبول ريان., كانت عضوة مبكرة في حركة نيفر ترامب، وساعدت في تشكيل لجنة عمل سياسية لدعم الحركة. وكان لها الفضل في إطلاق هاشتاق نيفرترامب، ووصفت بأنها "الوجه الجديد للجمهوريين" أبدا ترامب ". ودرست أيضا نهوض ترامب. وكمرشح، دعت فين إلى الحصول على إجازة مدفوعة الأجر للنساء، وتحسين رعاية الأطفال، وتبسيط قانون الضريبة. وأيدت أيضا جهود إصلاح الاستحقاقات في إطار الضمان الاجتماعي.
في عام 2017، شاركت فين مع ماكمولين في تأسيس جمهورية ستاند أوب، التي تسعى إلى تعزيز الديمقراطية في الولايات المتحدة. فين أصبحت المدير التنفيذي لمنظمة المساءلة الحكومية، التي لديها فصول في ثماني عشرة ولاية أمريكية، اعتبارا من عام 2020. عملت جمهورية الوقوف على هزيمة نخبة من السياسيين الجمهوريين، بما في ذلك دان بيشوب، روي مور، ديفين نونيس، وستيف كينغ، ودعم اتهام ترامب. وفي عام 2020، تم تسميتها واحدة من ستة عشر زملاء افتتاحيًا من أجل توحيد أمريكا، وهي زمالة تم إنشاؤها من قبل مؤسسة ووردرو ويلسون الوطنية للمنح الدراسية في شراكة مع مؤسسة غرس الكاراس وصندوق يونيون أمريكا. وقد أسست وعملت كرئيسة تنفيذية لشركة بيانات المواطنين.

### سيرة شخصية
سُميّت فين واحدة من 50 سياسي للمشاهدة من قبل بوليتيكو في عام 2011. وأدرجت أيضا في قائمة منظمة الأنباء التي تتضمن "أفضل التغريدات". وصفت مولي بال تغذية فين على تويتر بأنها "مقطع متقاطع من قائمة قراءتها الواسعة النطاق، متخللة بملاحظات شخصية"، وكان لدى فين 4,650 متابع، اعتبارا من يوليو 2011. من أجل المشاركة في التأسيس، وعملها في تويتر، سميت واشنطن فين واحدة من أفضل 100 من عمالقة التكنولوجيا... في الغالب لقدرتها على خلط الحكومة والاستراتيجية على الإنترنت معا ". في عام 2013، أدرجت غريس وايلر وبريت لوجيوراتو من منظمة بيزنس إنسايدر فين في قائمتهما التي تضم "أكثر 50 شخصاً إثارة في السياسة على الإنترنت" لعملها السياسي والدعوي على تويتر، وكتبت، "لقد لعبت فين دوراً رئيسياً في جعل تويتر منصة التواصل الاجتماعي في المجال السياسي".
في عام 2017، كانت فين واحدا من ثمانية من الحاصلين على جائزة رابطة خريجي جامعة جورج واشنطن للإنجاز المتميز للخريجين.

## الحياة الشخصية
فين يهودية ومتزوجة ولديها ابنان وابنة واحدة. تعيش في واشنطن العاصمة منذ عام 2017.

## روابط خارجية
- ميندي فين في C-SPAN
- ميندي فين في IMDb